# Viliam Široký
Viliam Široký (ur. 31 maja 1902 w Preszburgu, zm. 6 października 1971 w Pradze) – słowacki polityk, minister, premier Czechosłowacji.

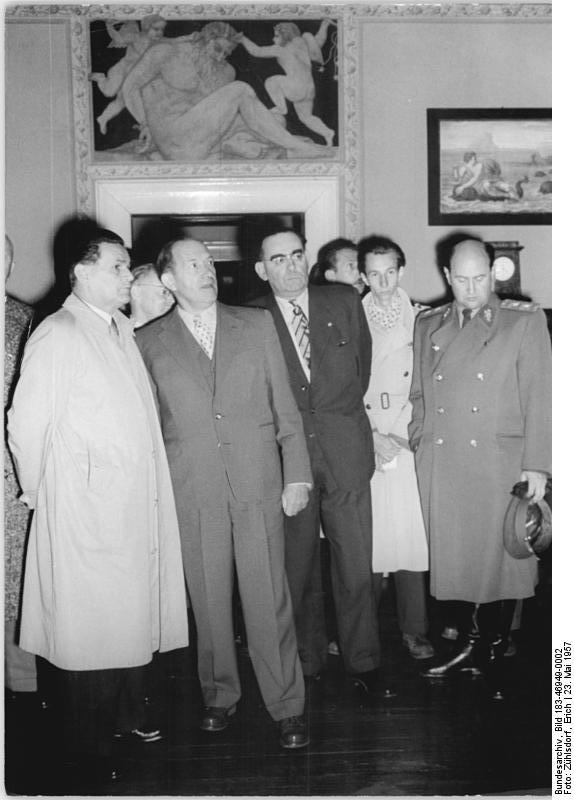
Široký (pierwszy z lewej) w czasie wizyty w NRD

## Życiorys
Był działaczem czechosłowackiego ruchu robotniczego, współzałożycielem KPCz i od 1929 w jej władzach. W latach 1941–1945 był więziony przez słowackich faszystów. Od 1945 do 1953 był przewodniczącym Komunistycznej Partii Słowacji i jednocześnie wicepremierem Czechosłowacji i od 1950 również ministrem spraw zagranicznych. W okresie od 21 marca 1953 do 20 września 1963 był premierem (w tym: od 21 marca 1953 do 12 grudnia 1954 – pierwszy rząd; od 12 grudnia 1954 do 11 lipca 1960 – drugi rząd; od 11 lipca 1960 do 20 września 1963 – trzeci rząd).

## Ordery i odznaczenia
- Wielka Wstęga Orderu Odrodzenia Polski (5 lipca 1947)[2]